# Alto do Rodrigues
Alto do Rodrigues é um município brasileiro do estado do Rio Grande do Norte. De acordo com o IBGE (Instituto Brasileiro de Geografia e Estatística), no ano 2024, sua população era estimada em 12.857 habitantes, distribuídos em 191.334 km² de área.
O município emancipou-se de Pendências através da Lei nº 2.859, de 28 de março de 1963, por meio da lei estadual nº 2.859.
O município de Alto do Rodrigues teve sua origem numa fazenda de gado pertencente ao capitão Joaquim Rodrigues Ferreira, chefe político que exercia a sua influência em Macau (Rio Grande do Norte), nos fins do século XIX.